# عبد الله الداعر
عبد الله بن صلاح بن داود بن داعر  المشهور بـ ابن داعر (؟ - 1013هـ؟، - 1604م؟). مؤرخ وجغرافي يمني.

## نبذة
لا يُعرف تاريخ ميلاده ولعله ولد في القرن العاشر الهجري لأن وفاته كانت بعد سنة 1013هـ (1604م). ترجع شهرته في الجغرافيا إلى كتابه أسنى المطالب وأنس اللبيب الطالب وهو ما يزال مخطوطًا، تحفظ نسخته الفريدة بإسطنبول في تركيا. ويهدف هذا الكتاب إلى معرفة الأقاليم الحقيقية والعرفية وتحديدها بالجهة الشمالية والجنوبية والأرجاء الغربية والشرقية وما عليها من المدن والممالك والمناهج والمسالك. وتعالج هذه المخطوطة كروية الأرض ومفهوم الربع المعمور ومساحة الأرض والمدن الكبرى وتحديد أبعادها عن مكة وتحديد اتجاه القبلة وطول اليوم، واختتمت المخطوطة بثلاث مقالات عن البحار.

## أعماله
- صنف اسنى المطالب في الجغرافيا، وفرغ من تأليفه سنة 1013..[2]
- الفتوحات المرادية في الجهات اليمانية ألفه للسلطان مراد خان العثماني.[2]